# Fall into Spring
| Recensione | Giudizio |
| ---------- | -------- |
| AllMusic   | [ 1 ]    |

Fall into Spring è un album discografico di Rita Coolidge, pubblicato dalla casa discografica A&M Records nell'aprile del 1974.
L'album si classificò alla cinquantacinquesima posizione della chart statunitense The Billboard 200, mentre il singolo (compreso nell'album) Mama Lou raggiunse la novantaquattresima posizione della classifica Billboard Country Singles.

## Tracce
Lato A
1. Love Has No Pride – 3:50 (Eric Kaz, Libby Titus)
2. That's What Friends Are For – 4:55 (Paul Williams)
3. Cowboys and Indians – 3:15 (Bobby Charles)
4. Hold and Old Friend's Hand – 4:10 (Donna Weiss)
5. We Had It All – 3:00 (Troy Seals, Donni Fritts)
6. Mama Lou – 3:13 (Larry Murray)

Lato B
1. Heaven's Dream – 2:25 (Marc Benno)
2. Desperados Waiting for the Train – 5:15 (Guy Clark)
3. A Nickel for the Fiddler – 2:50 (Guy Clark)
4. The Burden of Freedom – 5:14 (Kris Kristofferson)
5. Now Your Baby Is a Lady – 2:40 (Donna Weiss, Jackie De Shannon)
6. I Feel Like Going Home – 5:27 (Charlie Rich)

## Formazione
- Rita Coolidge - voce
- Dean Parks - chitarra acustica, chitarra elettrica, slide guitar, mandolino, dobro
- Jerry McGee - chitarra acustica, chitarra elettrica, armonica
- Mike Utley - tastiera
- Lee Sklar - basso
- Sammy Creason - batteria
- Bobbye Hall - percussioni
- Al Perkins Jr. - pedal steel guitar
- Nick De Caro - accordion
- Milt Holland - vibrafono, marimba
- Gib Guilbeau - fiddle
- Herb Pedersen - banjo
- Geoffrey Levin - dobro, energy bow (brano: Desperados Waiting for the Train)
- Booker T. Jones - pianoforte (brano: Hold and Old Friend's Hand), cori (brani: Desperados Waiting for the Train e Hold and Old Friend's Hand)
- Jennifer Warren - cori (brano: Desperados Waiting for the Train)
- Brooks Hunnicut - cori (brano: Desperados Waiting for the Train)
- Rita Jean Bodine - cori (brano: Desperados Waiting for the Train)
- Linda Dillard - cori (brano: Desperados Waiting for the Train)
- Ken Edwards - cori (brano: Desperados Waiting for the Train)
- Andrew Gold - cori (brano: Desperados Waiting for the Train)
- Donna Weiss - cori (brano: Desperados Waiting for the Train)
- Priscilla Jones (Priscilla Coolidge) - cori (brano: Desperados Waiting for the Train)
- David Campbell - arrangiamenti orchestra

Note aggiuntive
- David Anderle - produttore
- Registrato al Sunset Sound Recorders di Los Angeles, California
- John Haeny, Ric Tarantini, Kent Nebergall e Brian Dell'armi - ingegneri delle registraziono
- David Anderle - ingegnere del remixaggio
- Brian Dell'armi e Kent Nebergall - assistenti ingegnere al remixaggio
- Roland Young - art direction
- Chuck Bees - design album
- Gina Fiore - fotografia[4]